# Juan Ignacio Martínez Jiménez
Juan Ignacio Martínez Jiménez (Rabassa, Alacant, 1964) és un entrenador i exjugador de futbol valencià.

## Trajectòria
Juan Ignacio Martínez ha entrenat en diverses temporades en les categories inferiors del FC Torrevieja. En la temporada 2005/06 es va proclamar campió del Grup IV de Segona B amb el FC Cartagena realitzant una grandíssima campanya i desplegant el seu equip un gran futbol. En la promoció d'ascens a Segona Divisió es van perdre sorprenentment les opcions de pujar. En la temporada 2006/07 va classificar al CE Alcoià per a la promoció d'ascens, caent enfront del Burgos CF en els penals.
En la temporada 2007/08 va donar el salt a la Segona Divisió, fent una temporada solvent i de bon joc amb la UD Salamanca deixant a l'equip en 7è lloc en la classificació. Durant l'estiu es rescindeix el seu contracte, ja que fitxa per l'Albacete Balompié. En la temporada 2008/09 va entrenar a l'Albacete en Segona, fins que va ser destituït.
En la temporada 2009/2010 tornaria a la ciutat de Cartagena per a signar amb el FC Cartagena, un recentment ascendit, en el seu nou projecte en la Lliga Adelante. Aqueix any va obtenir la millor classificació històrica d'un equip cartagener igualant el 5è lloc obtingut en la temporada 1939/1940 per l'històric Cartagena FC, en les 16 temporades que el futbol cartagener havia disputat fins avui en Segona Divisió, 15 com Cartagena FC i la del debut del FC Cartagena.
Juan Ignacio Martínez va continuar en el FC Cartagena per a la temporada 2010-2011, en aquesta temporada es converteix en l'entrenador amb més partits en la història del FC Cartagena, acumulant fins avui un total de 137 partits dirigits en dues etapes, 84 d'ells en Segona Divisió.
Al juny de 2011 i després d'eixir del FC Cartagena, el director esportiu del Llevant, Manolo Salvador, després de la marxa de Luis García Plaza al Getafe CF fitxa a Juan Ignacio Martínez que realitza un excel·lent inici de campionat (amb victòria davant el Reial Madrid inclosa) i situant l'equip en posicions de lideratge de la Primera Divisió per primera vegada en la seua història.
El juny de 2013 va fitxar pel Reial Valladolid Club de Futbol per dues temporades. El 15 de febrer de 2014, en el partit del Reial Valladolid contra l'Atlètic de Madrid a l'estadi Vicente Calderón, Martínez va assolir la xifra de 100 partits dirigits a primera divisió: 76 amb el Llevant, i 24 fins al moment amb el Valladolid. Finalment, els pucelans varen descendir a la segona divisió a la darrera jornada de la lliga, i el tècnic va abandonar el club, ja que estava prevista la seva sortida en cas que l'equip baixés de categoria.
L'11 de desembre de 2014, va fitxar per la UD Almeria fins al final de la temporada 2014 - 2015. Va ser acomiadat el 5 d'abril de 2015, després d'una contundent derrota (1-4) enfront del Llevant. En total, va dirigir el conjunt blanc-i-vermell en 17 partits, dels quals en va guanyar 5, en va empatar 4 i en va perdre 8.

## Clubs

### Com a entrenador
| Club                           | País          | Any         |
| ------------------------------ | ------------- | ----------- |
| Alacant Club de Futbol         | País Valencià | 1997        |
| Orihuela Club de Fútbol        | País Valencià | 1997 - 1998 |
| Fútbol Club Torrevieja         | País Valencià | 1999 - 2001 |
| Agrupación Deportiva Mar Menor | Espanya       | 2002 - 2005 |
| Fútbol Club Cartagena          | Espanya       | 2005 - 2006 |
| Club Esportiu Alcoià           | País Valencià | 2006 - 2007 |
| Unión Deportiva Salamanca      | Espanya       | 2007 - 2008 |
| Albacete Balompié              | Espanya       | 2008 - 2009 |
| Fútbol Club Cartagena          | Espanya       | 2009 - 2011 |
| Llevant Unió Esportiva         | País Valencià | 2011 - 2013 |
| Reial Valladolid               | Espanya       | 2013 - 2014 |
| Unión Deportiva Almeria        | Espanya       | 2014 - 2015 |